# Бутси

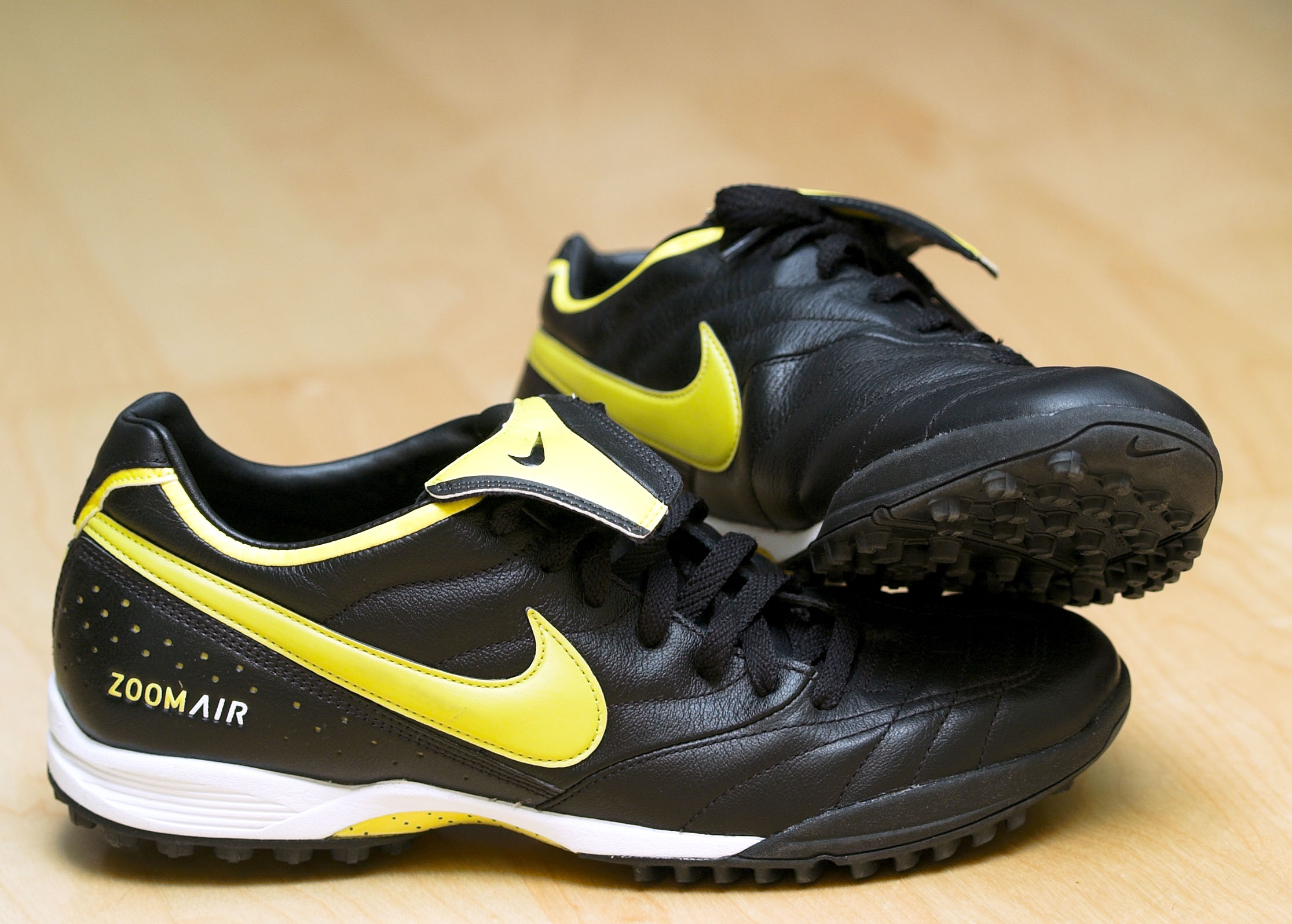
Бутси Nike

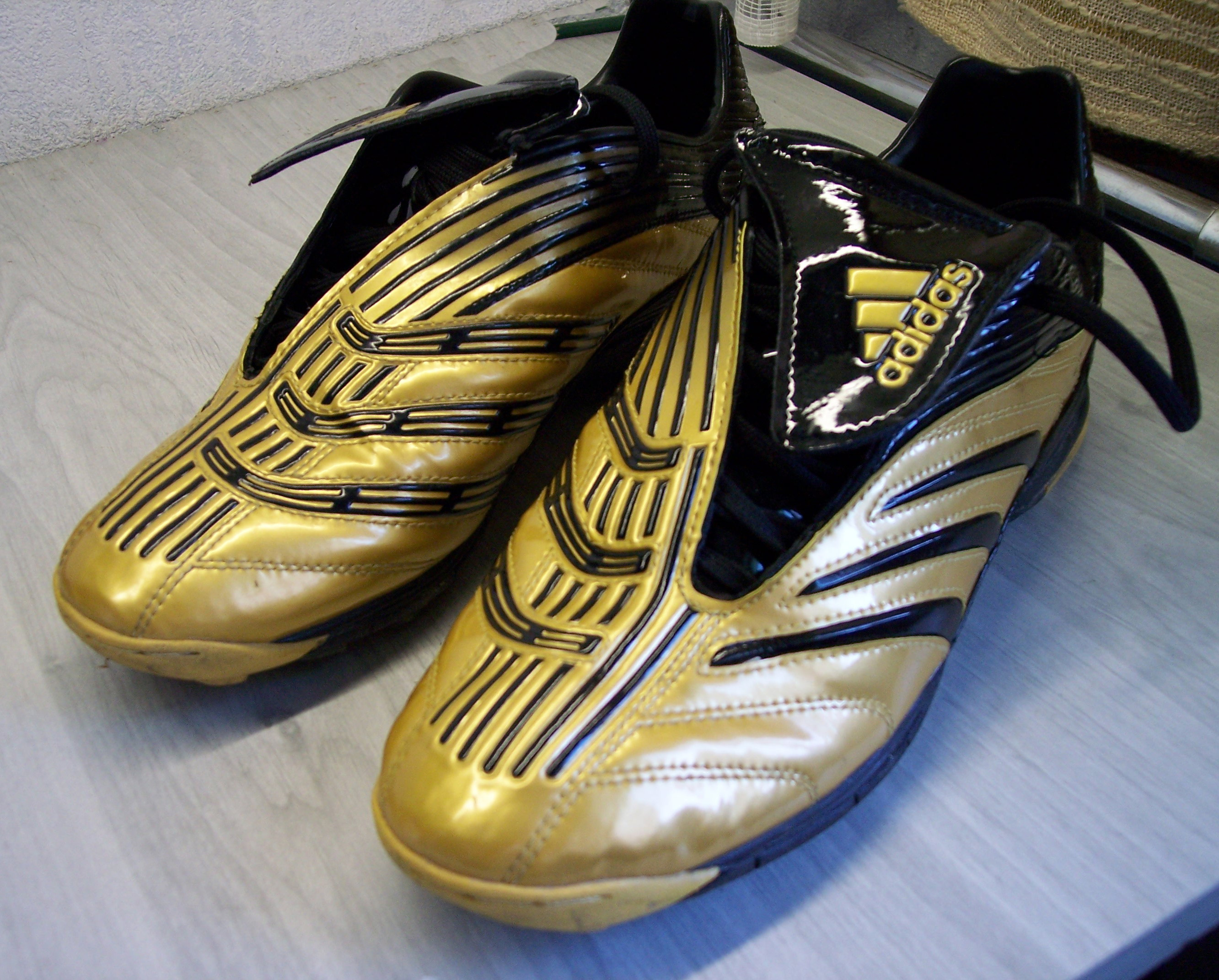
Бутси Adidas

Футбольні бутси  — спеціалізоване взуття для гри в футбол. Наявність шипів на підошві є головною відмінністю від звичайного взуття.

## Історія футбольних бутсів
Футбольні бутси пройшли тривалий період свого розвитку. Перша згадка про них належить до періоду правління англійського короля Генріха VIII. Після отриманої під час гри травми, король наказав виготовити йому спеціальне взуття. Футбольні бутси короля Генріха VIII були внесені в список його Великого Гардеробу в 1526 році. На жаль, вони не збереглися до наших днів.
Доступна для аналізу історія футбольних бутсів розпочинається з 1800-х. На початку 19 століття футболісти носили звичайні шкіряні черевики з довгою шнурівкою та металевими шипами на підошві для покращення зчеплення з поверхнею. 1863 року Футбольна Асоціація встановила правило 13: “забороняється грати в бутсах з виступаючими стрижнями, металевими вставками або гутаперчею на підошві”.
В 1891 році були внесені зміни до футбольних правил, які дозволяли використання шипів за умови, що вони були зроблені зі шкіри та не виступали більш ніж на пів дюйма. Шипи круглої форми прибивались до підошви бутсів. Це вже було спеціалізоване взуття для футболу і воно суттєво відрізнялось від звичайних черевиків.

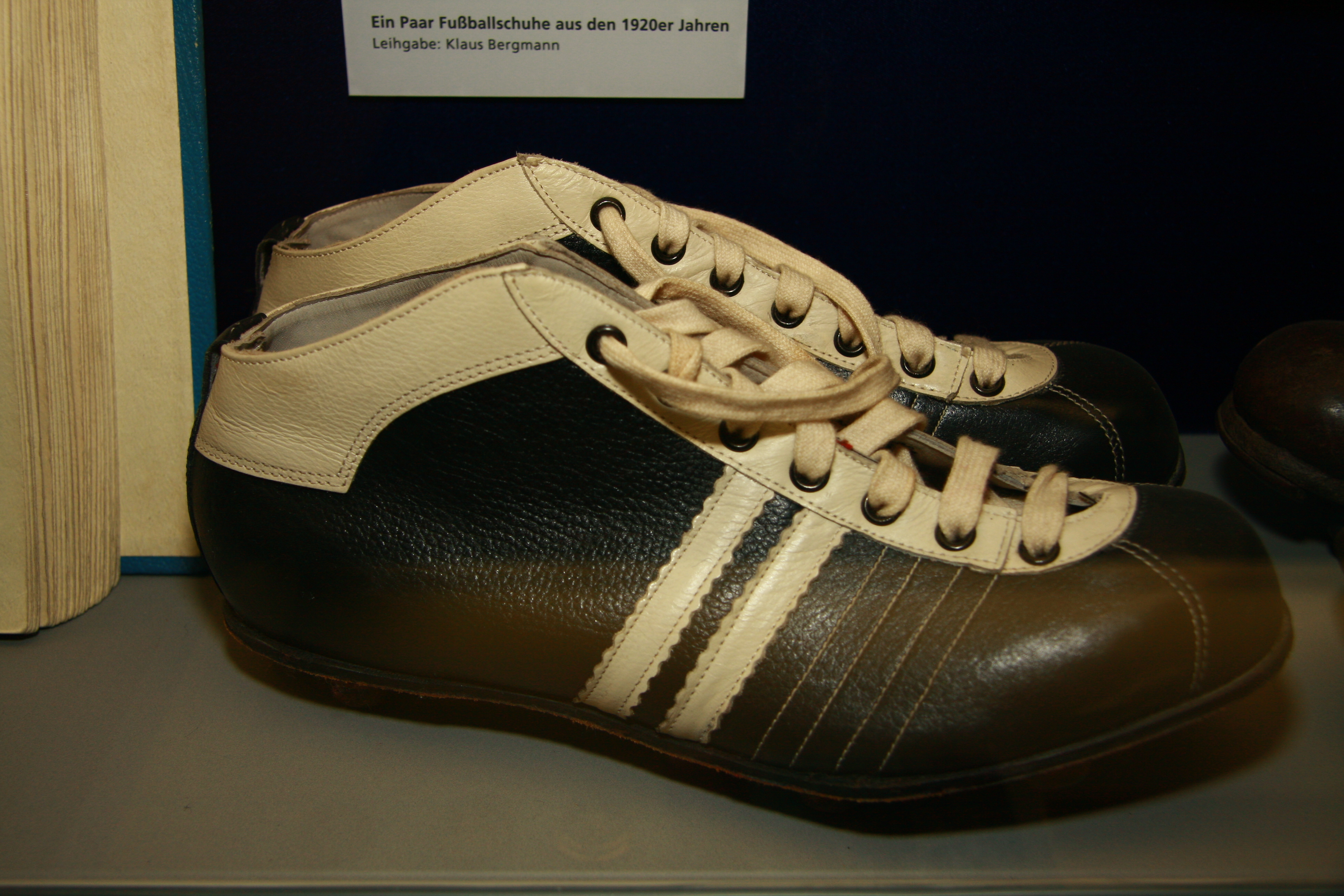
1920 рік

З початку 20 століття і до закінчення Другої світової війни футбольні бутси практично не змінювались. Починаючи з 1925 року, виробники почали використовувати змінні шипи. В середині 1950-х справжню революцію викликали бутси компанії Adidas зі змінними шипами з різьбою. Такі шипи було легко і зручно змінювати, до того ж їх почали виготовляти з матеріалів, найкраще пристосованих до конкретних погодних умов. Проте бутси все ще залишались важкими із високим покроєм біля щиколотки для захисту від травм.
Виробники спортивного взуття традиційно випускали важкі бутси з високим покроєм біля щиколотки. Такий тип взуття залишався загальноприйнятим протягом багатьох років у Північній Європі, оскільки футболісти часто грали на сирих, тяжких зимових футбольних полях. Легші бутси без захисту щиколотки набирали популярність на півдні Європи та в Південній Америці, де футбольні поля були не такими сирими. 
1960-і позначилися важливою зміною в дизайні бутсів. Повсюдно був прийнятий низький покрій біля щиколотки (бутси не закривали щиколотку.) Такі зміни дозволили футболістам рухатись швидше на футбольному полі.  
Важливе удосконалення в дизайні та технології футбольних бутсів розробила та випустила в 1990-х компанія Adidas. Розробником революційної моделі футбольних бутсів став колишній футболіст «Ліверпуля» Крейг Джонстон. Джонстон сконструював Adidas Predator, який забезпечував добре зчеплення підошви бутси з поверхнею поля та м'ячем. Сьогодні Adidas Predator вважається найуспішнішою моделлю в історії футбольних бутсів.
В новому столітті набули популярності футбольні бутси з монолітною підошвою та плоскими шипами, направленими в різні сторони. Такі бутси максимально поліпшують зчеплення з поверхнею футбольного поля. Однак збільшення кількості травм футболістів останнім часом пов'язують саме з використанням таких бутсів. Провідний британський футбольний клуб «Манчестер Юнайтед» навіть заборонив гравцям їх використання.

## Класифікація футбольних бутсів
В міжнародній класифікації футбольних бутс прийняті такі визначення:

### SG (Soft Ground)
SG (Soft Ground) — складаються із змінних шипів конічної або плоскої форми та ідеально підходять для гри на м'яких полях. В залежності від потреби підбираються шипи необхідного розміру, що відповідає м'якості футбольного поля. Плоскі шипи прикріпляються до підошви і їх висота регулюється в залежності від моделі бутсів. Деякі мають металевий наконечник, який в разі потреби може бути замінений на інший.  

### FG (Firm ground)
FG (Firm ground) — цей тип можна назвати класичними футбольними бутсами з шипами та спеціальними наклейками на підошві проти ковзання, які забезпечують хороше зчеплення з поверхнею поля та рівновагу на більшості відкритих футбольних полів. Як правило, цей тип футбольних бутсів має монолітну підошву з шипами з матеріалу PU (поліуретан) або TPU (термопластичний уретан) плоскої або конічної форм. Такий тип взуття використовується практично на всіх типах футбольних полів і більшість футболістів вибирають саме цей тип взуття.  

### HG (Hard Ground)
HG (Hard Ground) — бутси цього типу призначаються для гри на твердих полях. Їх також використовують для гри на полях зі штучним покриттям. Як правило, цей тип взуття має велику кількість шипів, рівномірно розташованих по всій поверхні підошви. Конструкція підошви характеризується міцністю та довговічністю. Короткі, круглі та плоскі шипи забезпечують зчеплення та рівновагу, а також амортизацію.

## Виробники футбольних бутсів
В новому тисячолітті спостерігається подальше застосування наукових досліджень та удосконалень, які сприяють посиленню позицій на ринку кількох головних виробників футбольних бутсів, Nike, Adidas (в 2006 році об’єднався з Reebok), Puma. Проте на ньому свою долю мають дрібні виробники спортивної продукції, такі як Umbro, Joma, Mizuno, Diadora, Lotto, Hummel, Kelme, Nomis.
Нині найбільш популярні моделі: Adidas Copa Mundial FG, Nike Mercurial Vapor V FG, Adidas Predator X FG, PUMA v1.10 FG, Nike CTR360 Maestri FG,  Adidas adiPURE II TRX FG,  Nike Tiempo FG,  Nike Total90 Laser II FG.
В останні роки Nike є найуспішнішою спортивною компанією у світі. Його продукція найпопулярніша серед футболістів. 